# Delingsalgebra
In de abstracte algebra is een delingsalgebra een algebra over een lichaam waarin, eenvoudig gezegd, deling mogelijk is, behalve natuurlijk door 0.

## Definitie
Een algebra {\displaystyle D\neq \{0\}} over een lichaam/veld wordt een delingsalgebra genoemd als er voor elke twee elementen {\displaystyle a,b\in D,a\neq 0} de vergelijkingen {\displaystyle a\cdot x=b} en {\displaystyle y\cdot a=b} eenduidige oplossingen {\displaystyle x,y\in D} hebben.
Een element {\displaystyle a\neq 0} kan als het ware uitgedeeld worden.
Een associatieve algebra over een lichaam is een delingsgalgebra dan en slechts dan als het een multiplicatief identiteitselement {\displaystyle \neq 0} heeft en elke {\displaystyle a,b\in D,a\neq 0} een multiplicatieve inverse heeft.

## Associatieve delingsalgebra's
De meest bekende voorbeelden van associatieve delingsalgebra's zijn de eindigdimensionale reële delingsalgebra's, d.w.z. algebra's over het lichaam {\displaystyle \mathbb {R} } van de reële getallen die eindigdimensionaal zijn als een vectorruimte over de reële getallen. De stelling van Frobenius zegt dat er op isomorfisme na slechts drie van zulke algebra's bestaan: de reële getallen zelf (dimensie 1), de complexe getallen (dimensie 2) en de quaternionen (dimensie 4).
De stelling van Wedderburn zegt dat elke eindige delingsalgebra een eindig lichaam/veld is.
Over een algebraïsch gesloten lichaam {\displaystyle K} (bijvoorbeeld de complexe getallen {\displaystyle \mathbb {C} }) zijn er geen eindigdimensionale associatieve delingsalgebra's, behalve {\displaystyle K} zelf.
Associatieve delingsalgebra's hebben geen nuldelers. Een eindig-dimensionale unitaire ring associatieve algebra (over elk willekeurig lichaam) is dan en slechts dan een delingsalgebra als deze algebra geen nuldelers heeft.
Als {\displaystyle A} een associatieve algebra met eenheidselement over het lichaam/veld {\displaystyle F} en {\displaystyle S} een enkelvoudig moduul over {\displaystyle A} is, dan is de endomorfismenring van {\displaystyle S} een delingsalgebra over {\displaystyle F}. Elke associatieve delingsalgebra over {\displaystyle F} treedt op deze manier op.
Het centrum van een associatieve delingsalgebra {\displaystyle D} over het lichaam {\displaystyle K} is een lichaam dat {\displaystyle K} bevat. De dimensie van zo'n algebra over zijn centrum is een kwadraat (tenminste als dit centrum eindig is): het is gelijk aan het kwadraat van de dimensie van een maximaal deellichaam van {\displaystyle D} over het centrum. Gegeven een lichaam {\displaystyle F}, kunnen de (isomorfismenklassen) van associatieve delingsalgebra's, waarvan het centrum {\displaystyle F} is en die eindigdimensionaal zijn over {\displaystyle F}, in een groep worden omgezet, de brauer-groep van het lichaam {\displaystyle F}.
Een manier om eindigdimensionale associatieve delingsalgebra's over willekeurige lichamen te construeren wordt gegeven door de quaternion algebra's (zie ook quaternionen).
Voor eindigdimensionale associatieve delingsalgebra's zijn de belangrijkste gevallen die, waar de ruimte een redelijke normale topologie heeft. Beschouw bijvoorbeeld de genormeerde delingsalgebra's en banach-algebra's.